# Janakpur Road
Janakpur Road là một thành phố và là một khu vực quy hoạch (notified area) của quận Sitamarhi thuộc bang Bihar, Ấn Độ.

## Nhân khẩu
Theo điều tra dân số năm 2001 của Ấn Độ, Janakpur Road có dân số 13.341 người. Phái nam chiếm 53% tổng số dân và phái nữ chiếm 47%. Janakpur Road có tỷ lệ 64% biết đọc biết viết, cao hơn tỷ lệ trung bình toàn quốc là 59,5%: tỷ lệ cho phái nam là 72%, và tỷ lệ cho phái nữ là 55%. Tại Janakpur Road, 17% dân số nhỏ hơn 6 tuổi.